# Tidig ångbåtstrafik Malmö–Köpenhamn

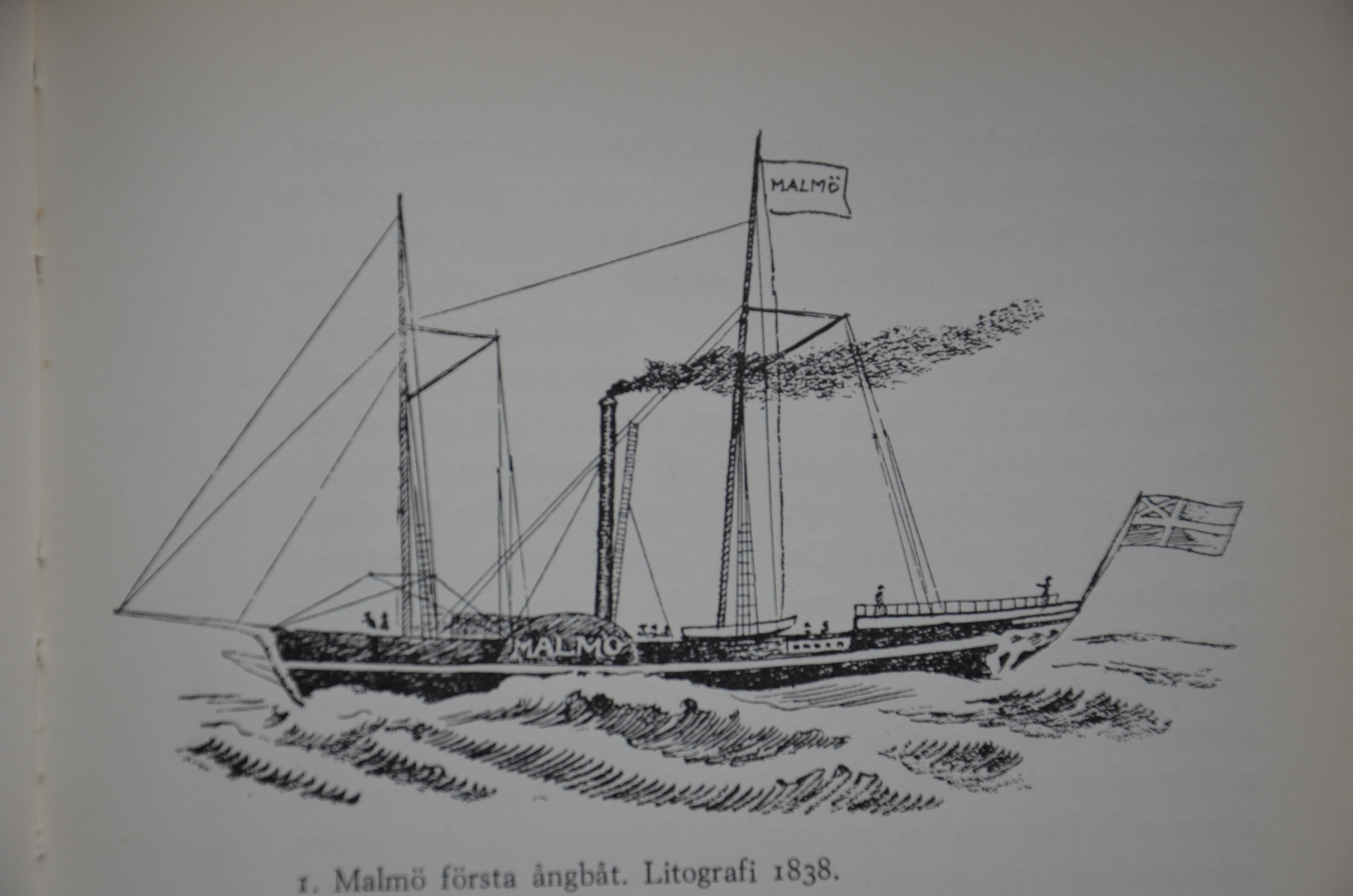
Hjulångaren Malmö på en litografi från 1838

Tidig ångbåtstrafik Malmö–Köpenhamn kom igång i juli 1838 med hjulångaren Malmö. Jungfruturen hade 150 passagerare och tog drygt två timmar.
Innan denna trafik kom igång, hade överfart ombesörjts i öppna båtar av färjemän, och från 1824 av en så kallad paketbåt och från 1836 av två konkurrerande paketbåtar. År 1836 infördes i Sverige förenklade resedokument, så kallade passersedlar,  för ”väl kände resande” för kortare Danmarksbesök på upp till 48 timmar.
Malmö fick 1841 konkurrens av ångfartyget Union. Under midsommarveckan 1841, 21–27 juni, fraktades 629 passagerare i vardera riktningen över Öresund. 
På Malmö fanns två klasser för Köpenhamnstrafiken. Biljettpriset för en ångbåtsresa över Öresund var till en början fyra riksdaler i första klass, och två riksdaler i andra klass. Förstaklasspassagerarna hade tillgång till aktersalonger, däck och försalongen, medan andraklasspassagerarna hade tillträde till del av däcket och förtäring också till försalongen.